# Paul Bertrand (Bischof)
Paul Émile Joseph Bertrand (* 11. Juli 1925 in La Louptière-Thénard; † 27. Juli 2022 in Mende) war ein französischer Geistlicher und römisch-katholischer Bischof von Mende.

## Leben
Paul Bertrand empfing nach seiner theologischen Ausbildung am 10. Oktober 1948 die Priesterweihe. Er hatte einen Abschluss in Theologie, Kirchen- und Zivilrecht und war bis 1963 Professor für Theologie am Großen Seminar von Sens. Von 1963 bis 1968 hatte er die Leitung von zahlreichen Seelsorgebereichen inne. 1971 wurde er zum Gemeindepfarrer in Sens ernannt und war 1973/74 Seelsorger in Sens zuständig.
Papst Paul VI. ernannte ihn am 12. Juni 1975 zum Titularbischof von Tagaria und zum Weihbischof in Lyon. Der Lyoner Erzbischof, Alexandre-Charles Kardinal Renard spendete ihn am 14. September desselben Jahres die Bischofsweihe; Mitkonsekratoren waren René Stourm, Erzbischof von Sens, und Louis Kuehn, Bischof von Meaux.
Am 14. September 1989 ernannte ihn Papst Johannes Paul II. zum Bischof von Mende. Am 16. Oktober 2001 nahm dieser Bertrands altersbedingtes Rücktrittsgesuch an. 
Paul Bertrand starb kurz nach seinem 97. Geburtstag am 27. Juli 2022 im Altenheim „L'Adoration“ in Mende.